# Leucanopsis aurata
Leucanopsis aurata là một loài bướm đêm thuộc phân họ Arctiinae, họ Erebidae.